# Radio Satkula
Radio Satkula, hornosrbsky Radijo Satkula, je týdenní pořad srbského rozhlasu radia MDR pro mládež.
Jméno má po malé říčce, či spíše potoku, který ale protéká nejživějším územím Lužických Srbů a obcí Chrostčice a má pro jejich identitu zcela intimní a symbolický význam.
Speciální pořad v rámci srbského vysílání MDR byla zahájeno v dubnu 1999. Na mnohé dotazy a přání bylo vysílání prodlouženo z jedné hodiny na dvě 7. května 2001.
Vedle samotného vysílání pořádá radio Satkula také různé soutěže pro mládež.
Vysílání pořadu je jedenkrát týdně v pondělí večer.